# Theodor Svedberg
Theodor H. E. ("The") Svedberg (30. srpna 1884 Valbo – 25. února 1971 Kopparberg) byl švédský chemik, který v roce 1926 získal Nobelovu cenu za chemii za „práci na disperzních systémech“. Byl profesorem na Uppsalské univerzitě. Jeho výzkum koloidů podporoval teorii Brownova pohybu, kterou navrhl Albert Einstein a polský geofyzik Marian Smoluchowski. Během těchto výzkumů vynalezl princip analytické ultracentrifugace.
Je po něm pojmenovaná jednotka Svedberg (S), což je 10−13 s.